# Ezequiel Ham
Ezequiel Ham (Buenos Aires, 10 marzo 1994) è un calciatore argentino naturalizzato siriano, centrocampista dell'Unión (SF) e della nazionale siriana.

## Caratteristiche tecniche
Centrocampista, può essere impiegato sia da interno destro di centrocampo a copertura della difesa che da ala sinistra.

## Carriera

### Club
Cresciuto nelle giovanili dell'Argentinos Juniors, fa il suo esordio da professionista il 29 marzo 2014 disputando il match pareggiato 0-0 contro il Belgrano.
Segna la sua prima rete il 23 agosto 2015 durante la partita persa 3-2 contro il San Lorenzo.
Pochi giorni dopo, il 19 settembre, durante uno scontro di gioco con Carlos Tévez subisce un grave infortunio rompendosi tibia e perone.

### Nazionale
Nel 2023 ha partecipato alla Coppa d'Asia con la nazionale siriana.

## Palmarès

### Club

#### Competizioni nazionali
- Primera B Nacional: 1

Ind. Rivadavia: 2023